# Acalypha uleana
Acalypha uleana là một loài thực vật có hoa trong họ Đại kích. Loài này được L.B.Sm. & Downs mô tả khoa học đầu tiên năm 1971.